# Bou Omrane
Bou Omrane est une localité située à une vingtaine de kilomètres au sud-est de Gafsa. Elle est rattachée administrativement au gouvernorat de Gafsa et à la délégation d'El Guettar.